# Pan de fiesta

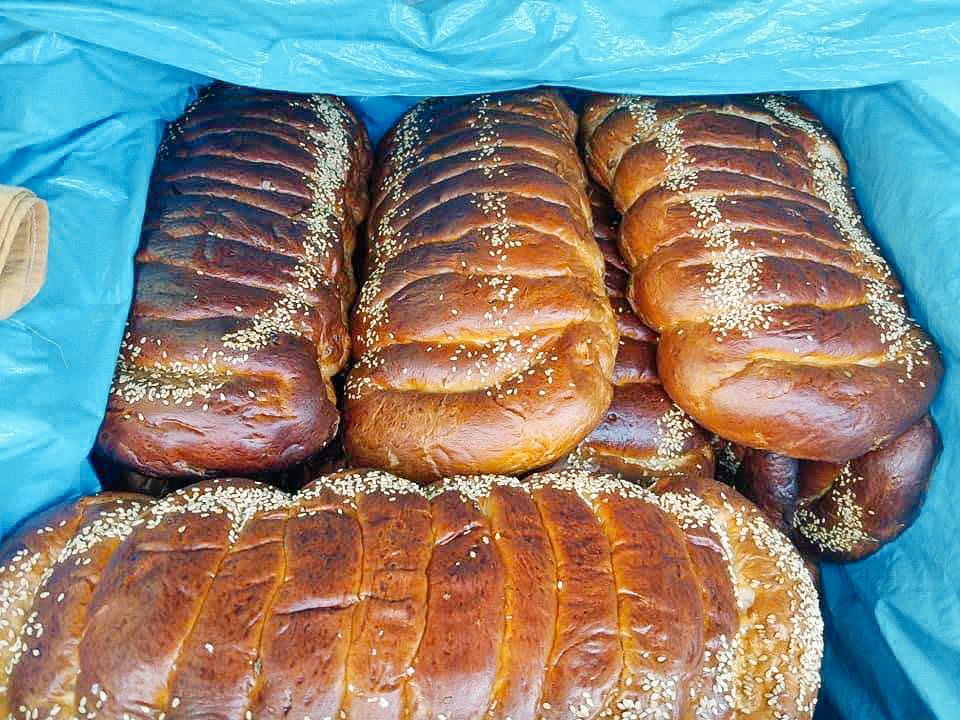
Vendiendo pan de fiesta

El pan de fiesta o pan de feria es un pan dulce originario de los municipios mexicanos de San Juan Huactzinco y San Juan Totolac, y tradicionales en los estados de Puebla y Tlaxcala. Como su nombre indica, se prepara y consume durante las fiestas patronales de cada ciudad de esos estados. Contiene harina de trigo, levadura, leche, mantequilla, huevo, manteca de cerdo, azúcar, sal, y sobre todo, lo que le otorga su particular sabor: esencia de nuez. Es un pan que tiene muchas variantes según el lugar; por ejemplo, en vez de nuez puede usarse extracto de vainilla, o bien rellenarse de cajeta o crema pastelera. Son bastante grandes y alargados, con una curiosa forma serpenteada.
Durante la época colonial, los españoles introdujeron el trigo y la cultura del pan en los valles de Tlaxcala, ya que tenían un clima propicio para su cultivo. Desde entonces, Tlaxcala es uno de los estados mexicanos con mayor tradición panadera.

## Elaboración
La harina, los huevos, la sal, el azúcar, la levadura fresca, el agua y la mantequilla o la manteca de cerdo o manteca vegetal se mezclan hasta formar una masa. Se le agregan también nueces picadas o esencia de nuez, que le proporciona su característico sabor. A veces se le añade colorante alimentario para garantizar un pan amarillento. Se amasa enérgicamente hasta que el gluten se active y la masa adopte una consistencia elástica. Se deja fermentar y luego se divide la masa en trozos más pequeños, que se alargan y se pliegan para darle su peculiar forma serpenteada. Antes de hornearse, se pinta con huevo batido para darle una apariencia brillante, y se decora con ajonjolí y nueces picadas, y en ocasiones con crema pastelera.[cita requerida]

## Cultura
Tradicionalmente, el pan de fiesta se vende en las fiestas patronales de los pueblos, en los mercados, a la salida de la iglesia municipal o en las kermeses. Los panes en ocasiones se envuelven con hojas de aguacate o de zapote, que aromatizan el pan y ayudan a mantenerlo fresco.

### Tradición de Huactzinco y Totolac
Son reconocidos los panes de fiesta de las villas de Totolac y Huactzinco en Tlaxcala, que se clasificaron en marzo de 2021 como Patrimonio Cultural Inmaterial de Tlaxcala. En estos dos pueblos, entre el 50 y el 55 por ciento de la población se dedican al oficio de panadero. La elaboración del pan de fiesta en Huactzinco y Totolac es completamente artesanal, usando hornos de barro y leña.

### Pan con helado de Zacatelco
En Zacatelco, Tlaxcala, es un típico postre el pan de fiesta con helado. Según el chef Irad Santacruz, fue un tahonero, Celedonio Valentín Guzmán, el primero en servir el pan de fiesta con helado. El pan con helado de Zacatelco quedó protegido en octubre de 2020 como Patrimonio Cultural Inmaterial del municipio, cosa que los vecinos de Huactzinco criticaron pues entienden que el pan de fiesta es propiamente huactzinquense.

Galería
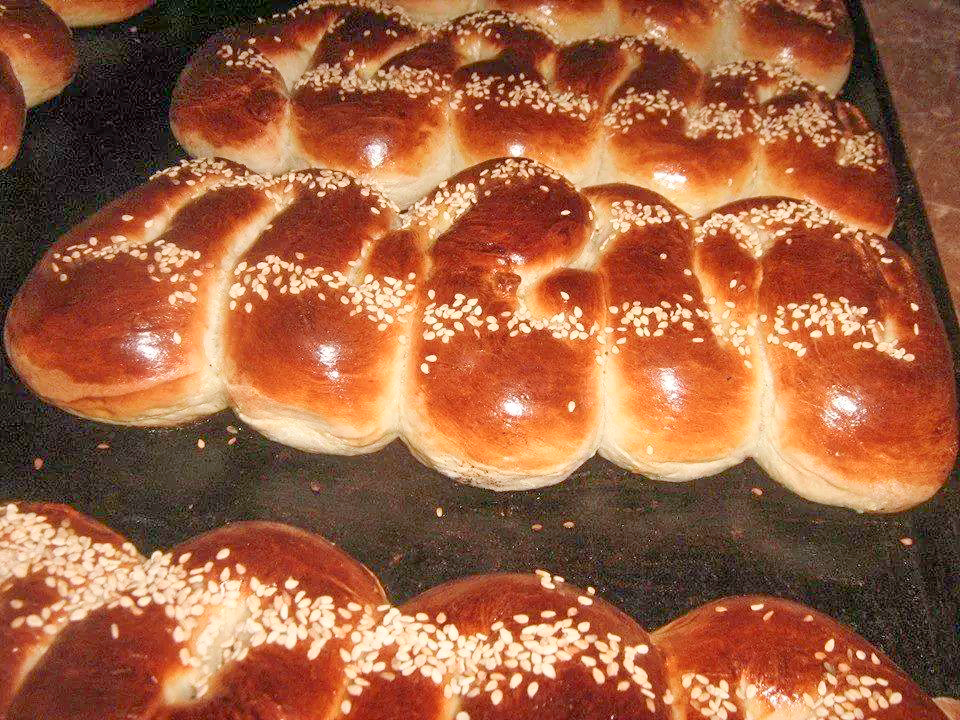
Pan de fiesta en Puebla, Puebla.
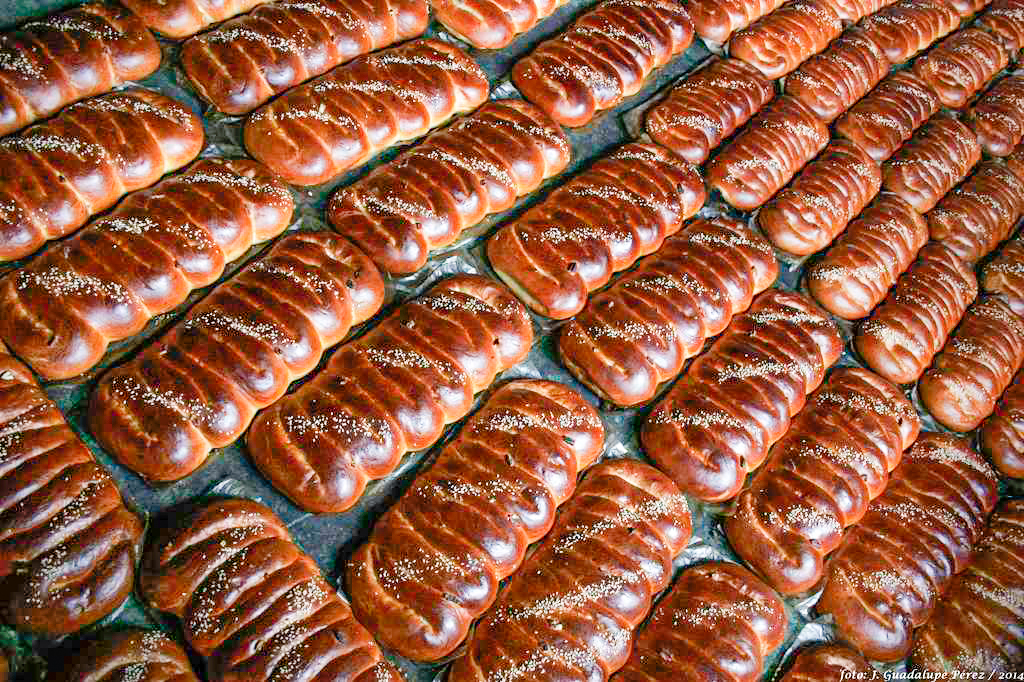
Pan de fiesta en Totolac, Tlaxcala.